# Martinet pâle
Espèce
Synonymes
- Cypselus pallidus (protonyme)

Statut de conservation UICN

 LC  : Préoccupation mineure
Le Martinet pâle (Apus pallidus) est une espèce d'oiseaux de la famille des Apodidae (sous-famille des Apodinae), proche du martinet noir dont il est difficile à distinguer, et vivant principalement (mais pas uniquement) dans des zones côtières.

## Morphologie
Le Martinet pâle est très semblable au martinet noir. Il s'en distingue, comme son nom l'indique, par une couleur générale un peu plus claire, mais les conditions d'observation peuvent tromper l'observateur. Le Martinet pâle a également les ailes plus "droites" que le Martinet noir et, de côté, son œil, sombre, est bien visible. Son ventre est plus marbré et écailleux que le Martinet noir et ses battements d'aile un peu moins rapides, bien que cela ne constitue pas un critère en soi.
Sa longueur (16 à 18 cm) et son envergure (39 à 44 cm) sont similaires à celles du martinet noir.

Son cri diffère de celui du martinet noir, mais des confusions peuvent subsister : il est un peu plus grave, "triste" et dissylabique. Il est peu conseillé de se baser uniquement sur l'écoute des cris pour une identification, car les cris sociaux des martinets noirs sont parfois très ressemblants. La lecture de sonogrammes peut permettre une meilleure identification. 

Comparaison des cris de martinets pâle et noir
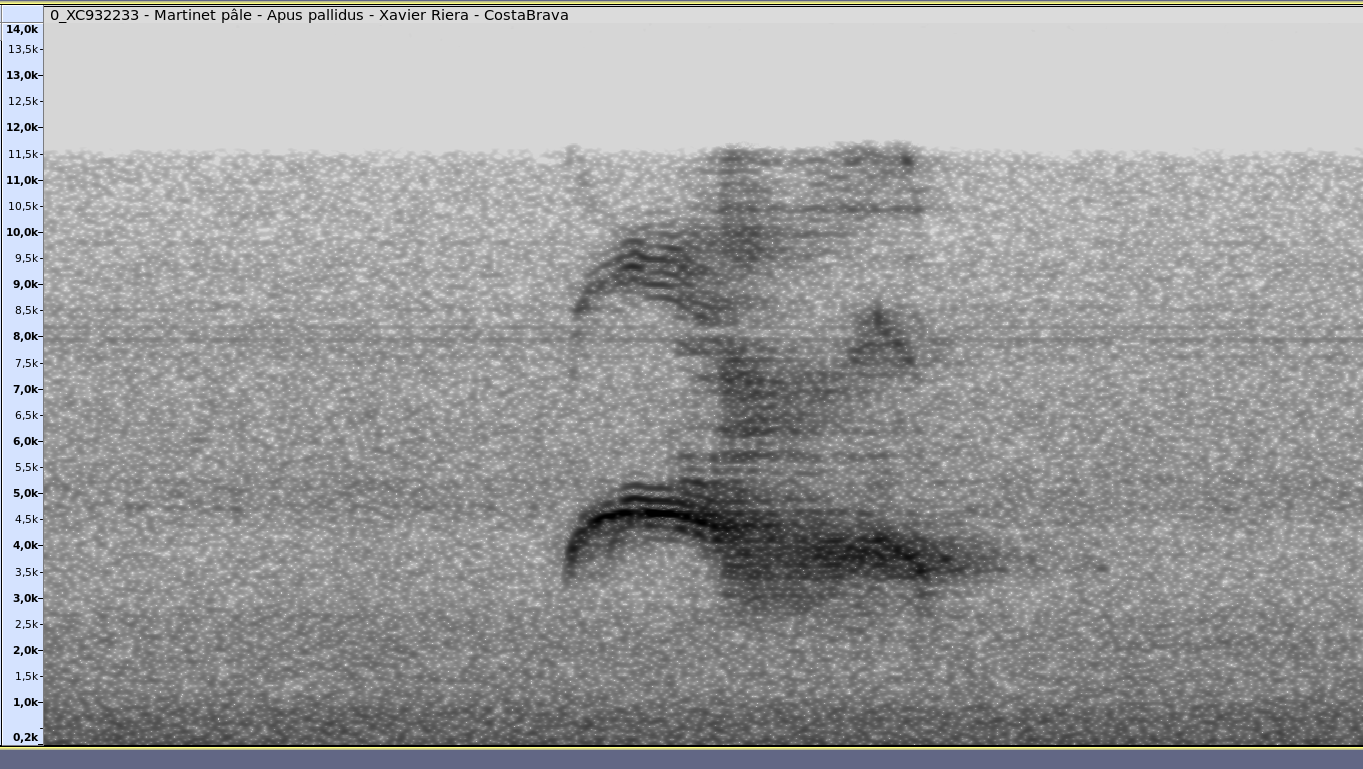
Sonogramme d'un cri typique d'un martinet pâle : fréquence maximale souvent sous 5,5 kHz, fin du cri "brouillée".
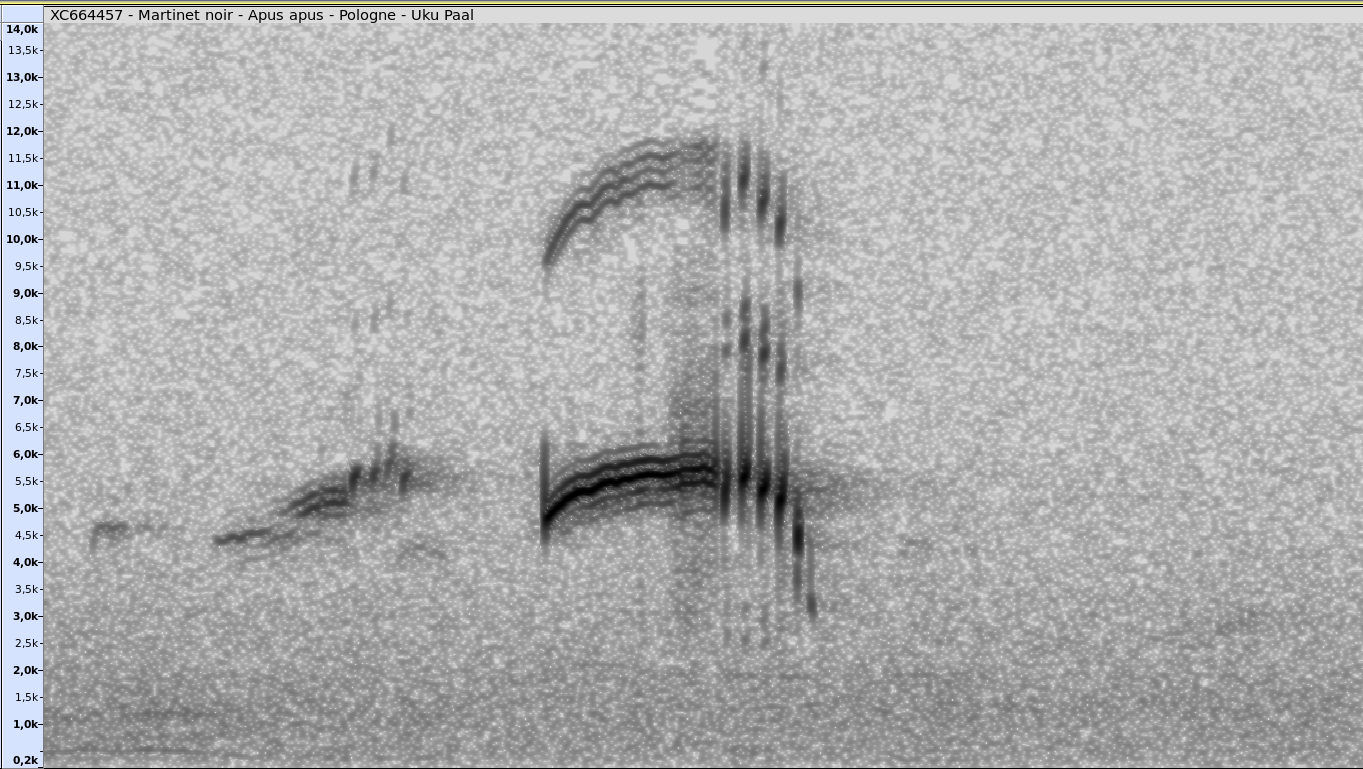
Sonogramme d'un cri typique d'un martinet noir : fréquence maximale dépassant souvent les 5,5 kHz et au delà, fin du cri "hachée".

## Répartition et habitat

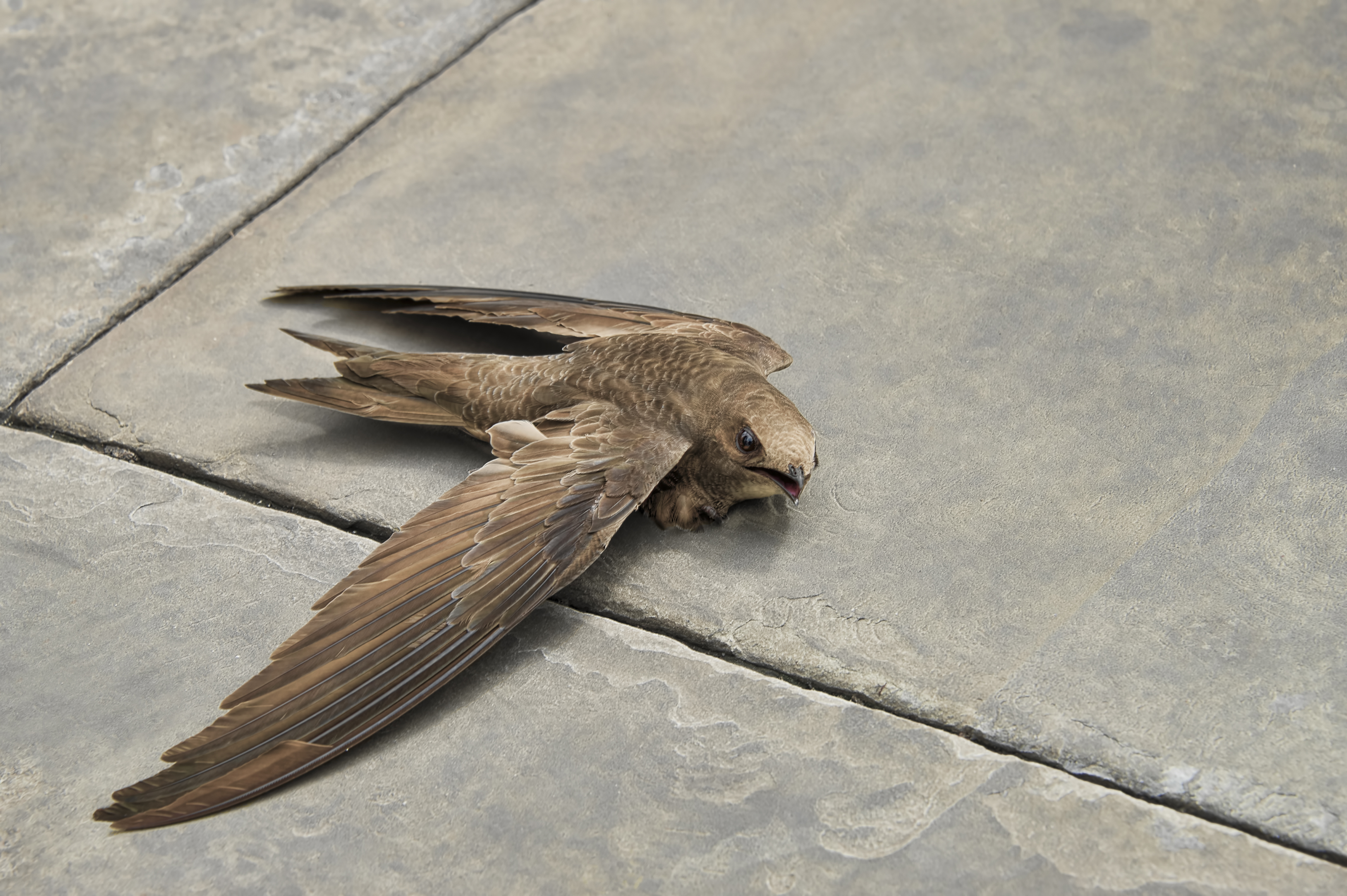
Martinet pâle Apus pallidus, Convent Square, Gibraltar

Passant une large partie de son temps en vol à la manière du martinet noir, le martinet pâle utilise souvent les toitures de bâtiments pour établir son nid lors de la saison de reproduction. Fréquentant les agglomérations urbaines côtières, le martinet pâle garde un mode de vie rupestre et s'établit aussi dans des zones côtières rocheuses ou montagneuses.
En Europe le martinet pâle se rencontre sur un large pourtour méditerranéen, ainsi que sur les îles méditerranéenne, et sur la façade atlantique du Portugal. Le sud de la péninsule ibérique semble constituer le seul territoire européen où de larges populations de martinets pâles sont établies loin des côtes.
En France le martinet pâle est considéré rare, le pays abrite 10% des population nicheuses européennes, soit entre 1500 et 2500 couples environ. Il ne se rencontre que sur la côte méditerranéenne (en Corse et sur diverses villes de la côte : Marseille, Toulon, Nice ou Perpignan par exemple), sur la côte atlantique avec des populations à Biarritz et à Bordeaux, et deux colonies sont attestées à l'intérieur des terres : Toulouse depuis 1966 et Lyon depuis 2023. Des individus nicheurs ont également été trouvés en 2023 à Besançon.
En Suisse, le martinet pâle est connu nicheur à Genève mais également à Locarno par exemple.
Migrateur, le martinet pâle passe l'hiver au sud du Sahara. Il passe plus de temps sur les zones de nidifications que son cousin le martinet noir, arrivant en France dès avril pour les individus les plus précoces, et repartant parfois en décembre pour les plus tardifs. Des populations non migratrices sont documentées sur les côtes libyennes et le long du Nil jusqu'au delta.

## Reproduction
Les éléments constitutifs du nid sont collectés en vol par les martinets pâles (feuilles, plumes, petites branches), qui établissent un nid pour plusieurs années. Chaque ponte est constituée de un à trois œufs, dont l'incubation durera 21 jours. Deux pontes annuelles peuvent être réalisées. Les juvéniles seront prêts à l'envol environ quarante jours après l'éclosion. La maturité sexuelle survient à l'âge de trois à quatre ans.

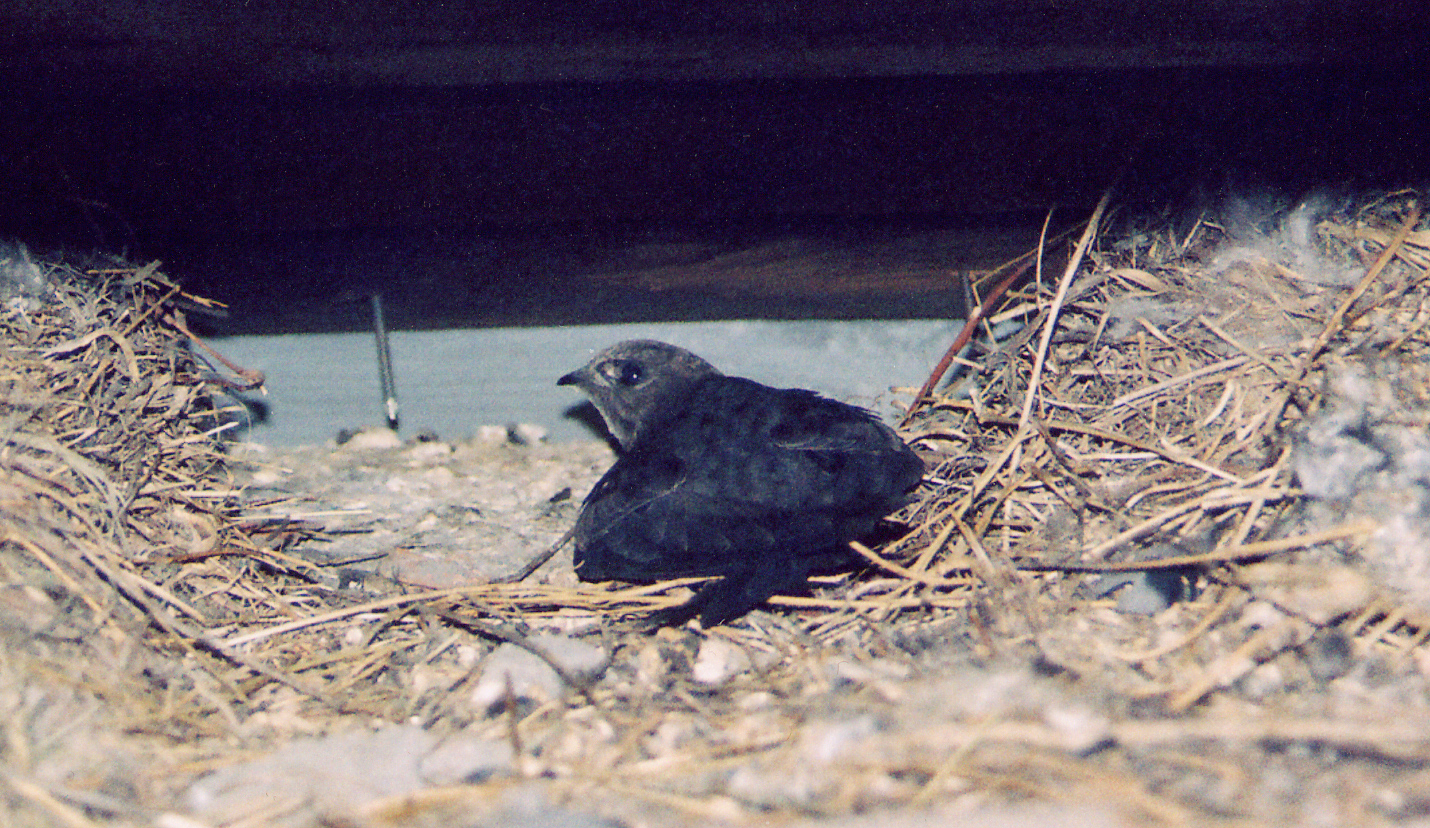
Martinet pâle au nid, sous le toit d'un bâtiment.
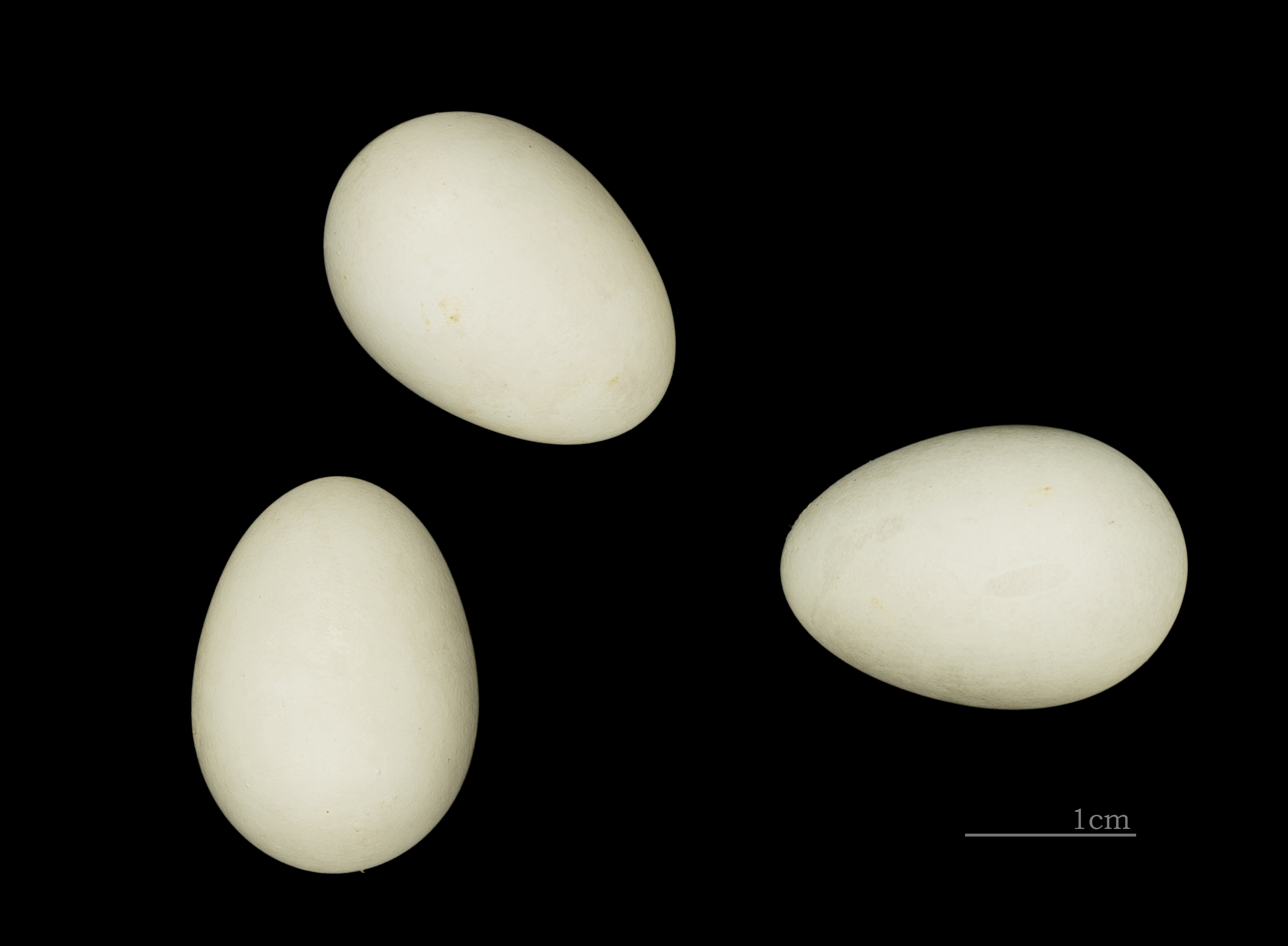
Œufs de martinet pâle Muséum de Toulouse.

## Alimentation
Comme le martinet noir, il capture des insectes (homoptères, hétéroptères, coléoptères, diptères, etc.) ou même des araignées dérivant au bout d'un fil. Les oisillons sont nourris grâce à des "balles alimentaires" constituées par les parents. Pour ce faire ils collent les proies (des arthropodes) avec leur salive.

## Sous-espèces
Selon le Congrès ornithologique international, cet oiseau est réparti en trois sous-espèces :
- Apus pallidus brehmorum Hartert, 1901 — de Madère à l'Anatolie ;
- Apus pallidus illyricus Tschusi, 1907 — côte dalmate ; hiverne au Soudan (région) ;
- Apus pallidus pallidus (Shelley, 1870) — de la Mauritanie au Pakistan.

## Systématique
L'espèce a été décrite par l’ornithologue  George Ernest Shelley en 1870, sous le nom initial de Cypselus pallidus.

## Statut
En France, le martinet pâle est une espèce protégée. C'est un oiseau nicheur, migrateur et hivernant occasionnel.